# Interkom kom ind
Interkom Kom Ind er det tredje album fra det danske band Nephew. Albummet udkom den 6. oktober 2006 og gik direkte ind på førstepladsen på Hit-listen og blev kåret som Årets Danske Album ved Danish Music Awards 2007.
Albummet har status af tre-dobbelt platin for et salg på over 100.000 enheder.
Den første single Igen & igen & placerede sig som nummer 1 på Tjeklisten's årsliste og fik prisen som "Årets Hit" af musikmagasinet GAFFA's læsere. Det samme gjorde den ved Danish Music Awards 2007. Nephew kunne d. 10 januar 2007 fejre, at singlen var blevet downloadet mere end 15.000 gange, hvilket udløste platin.
Den anden single fra albummet var Science Fiction & Familien, mens den tredje single var Mexico ligger i Spanien. Den fjerde single, Hospital, udkom mandag d. 15. oktober i en liveversion fra Roskilde-festivalen, hvor L.O.C. medvirkede på nummeret. Der var længe spekulationer om, hvorvidt First Blood Harddisk skulle være 4. single, hvilket den ikke blev.
Albummet modtog Danish Music Award for Årets danske album og Årets Danske Rock Udgivelse i 2010.

## Numre
1. "Igen & Igen &" (4:35)
2. "Mexico Ligger i Spanien" (4:53)
3. "Cigaret Kid" (4:19)
4. "Taxa Triumf" (4:24)
5. "Science Fiction & Familien" (4:02)
6. "Hvidt på Sort" (4:40)
7. "Hospital" (3:38)
8. "Læsterlige Klø" (3:52)
9. "First Blood Harddisk" (5:13)
10. "Sway" (3:16)
11. "T-Kryds" (4:20)